# Стари железнички мост (Београд)
Стари железнички мост, познат и као Железнички мост је мост преко реке Саве у Београду. Отворен је 1. септембра 1884. године, више пута је рушен и обнављан, а данас премошћује београдске општине Нови Београд и Савски венац. Дугачак је 462 м, а био је први модерни мост у Београду и читавој тадашњој држави. 
Мост није у функцији од лета 2018. године, а председник Републике Србије Александар Вучић најавио је да ће бити реновиран и претворен у пешачки мост, до 2027. године.

## Опште информације
Стари железнички мост, како се данас назива, био је први модерни мост у држави и једини железнички мост у Београду, до 1935. године када је преко Дунава изграђен Мост краља Петра II, данас познатог као Панчевачки мост. Био је једини железнички мост преко реке Саве у Београду, све до отварања Новог железничког моста, 1979. године.
Први воз који је кренуо са Главне станице Београд 1884. године прешао је мост, па као последњи у јуну 2018. за Будимпешту, пре затварања станице.
Од старог, шумадијског дела Београда, мост прелази Саву између јужног продужетка насеља Бара Венеција, северно од комплекса Београдског сајма. На сремској страни улази у Нови Београд поред индустријских насеља Савски насип и Мала Циганлија. Налази се између моста Газела на северу и Новог железничког моста на југу.

## Историјат

### Порекло
На Берлинском конгресу 1878. године, Кнежевина Србија је де јуре призната као независна држава од Османско царство и тадашње велике силе су одлучиле да Србија треба да изгради железницу. У почетку економски неразвијена, Србија је додатно осиромашена после српско-османских ратова, па су јој недостајала средства. Кнез Милан Обреновић и Влада Кнежевине Србије расписали су тендер, а на надметању је победила француска компанија. Постоји прича да је кнез Милан Обреновић узео мито од милион франака у злату, да би посао дао Французима, али то никада није доказано.

### Изградња
Концесија је подразумевала изградњу пруге Београд—Ниш, железничког моста преко Саве и пруге која ће повезати Београд са Земуном, тадашњим пограничним градом Аустроугарске. Српска држава је имала обавезу да изгради железничку станицу, али су радови на згради каснили за изградњом пруге и моста, па када је дошло време да први воз прође кроз Београд, објекат није био завршен. Морао је бити свечано отворен, иако је још увек био покривен скелама.
Први воз са ове станице кренуо је ка Земуну уз почасти, 1. септембра (20. августа по старом календару) 1884. године у 15 часова. Како је Србија 1882. године проглашена краљевином, први путници су сада били краљ Милан, краљица Наталија Обреновић и Александар Обреновић, на путу за Беч.
Изградња моста је, међутим, почела у јануару 1882. године и завршена је за 31 месец, што је био велики успех. Мост је изграђен је у лето 1884.  године. Тест оптерећења је организован 30. августа [18. августа по старом календару] 1884. и дан после. Тестирала су га 24 кола натоварена камењем и 9 локомотива. Државни технички преглед обављен је дан касније, када је „краљевски воз прешао мост.
Када је изграђен био је 462 м дугачак мост на шест камених стубова коцкастог облика, а тежио је 7.200 тона.
Мост је био у заједничком власништву Србије и Аустроугарске.

### Први светски рат
Мост је рушен у оба светска рата (три пута само у Првом светском рату), а садашња конструкција је постављена након завршетка Другог светског рата.
Када је 28. јула 1914. избио Први светски рат, мост је био једина веза између Србије и Аустроугарске која је већ поставила своју војску близу моста. Дана 29. јула 1914. године, у 1.30 часова, капетан Михаило Алић је са својим водом дигао у ваздух мост. Када је одјекнула снажна експлозија, цео град је задрхтао. Три дела челичне конструкције су пала у реку. Прекидање једине везе било је кључно у одбрани града током инаугурационог периода рата. Аустроугари су сада били принуђени или да изврше инвазију чамцима или да покушају да обезбеде територију на острву Ада Циганлија, што су покушали током битака на Ади Циганлији. Мађарски брод „Алкотман“ је био испод моста када се срушио.
Пошто су стубови и темељи остали неоштећени, мост је обновљен до краја 1914. године, али га је аустроугарска војска оштетила 1915. године. После окупације Београда, војне власти су мост обновиле 1916. године, изградивши и нову железничку пругу која је директно повезао мост са Топчидерском железничком станицом, тако да возови који долазе из Земуна нису морали да иду кроз Главну београдску станицу. Мост је поново срушен 1. новембра 1918. године од стране окупационе војске у повлачењу и неколико делова конструкције је пало у реку. Стубови су, међутим, опет остали готово неоштећени, па је мост отворен за саобраћај октобра 1919. године. У потпуности је враћен у предратно стање 30. априла 1921. године, када је и на другом распону привремена конструкција замењена сталном. Делови разорене конструкције су вађени из Саве 1935. године, током припреме подизања кеја у Београду.

### Међуратни период
Током међуратног периода, иако је био у функцији, радови на мосту су настављени. Мрежаста челична конструкција је додата 1920. године, док су сви радови завршени тек 1922. године.
Иако је губио међународни статус и постао унутрашњи мост стварањем Краљевине Србе, Хрвата и Словенаца 1918. године, значај моста је растао са повећањем саобраћаја.

### Други светски рат
Када је Немачка 6. априла 1941. напала Југославију, Врховна команда је одлучила да сруши сва три постојећа моста у Београду, укључујући и железнички. Војном команданту Београда, генералу Војиславу Николајевићу, наређено је да их сруши, а наређење за Стари железнички мост извршио је потпоручник Оскар Кланшчек. Мост је срушен 11. априла, али то није зауставило освајачку војску, па су Немци већ крајем априла 1941. године започели обнову. Запослили су специјализоване инжењерске јединице и пољске затворенике на раду моста. Привремене репарације су завршене истог пролећа, од 23. априла до 29. маја, а мост је преименован у Мост Генерала Вила. Мост је свечано отворио генерал Јоахим фон Корцфлајш и воз украшен цвећем је прешао преко њега, 31. маја 1941.
Немци су 1942. године, да би проширили капацитет железничког саобраћаја, почели да граде још један, паралелни мост, 20 м  низводно од старог моста. Радови су донекле напредовали, али мост близанац никада није завршен. Године 1944. обе конструкције су оштећене, делом у масовним савезничким бомбардовањима, а делом од немачке војске која се повлачила 19. октобра 1944. године.
Оба моста су знатно оштећена, стари много више. Због тога је првобитни план био да се нови, недовршени мост поправи да би постао функционалан, али је након 7 месеци одлука промењена и Влада ФНРЈ се определила за реконструкцију старог моста. Челична конструкција новог моста је практично само склизнула у Саву, па је коришћена за стари мост. Челична конструкција дуга 377 м, са распонима од 6 м између главних носача, отворена је децембра 1945. Неки радови су се продужили до 1946. године, а реконструкција је финансирана ратном одштетом.

### После 1945.
Иако је пројектован као привремена веза 1945. године, мост је реконструисан 1986. године, када су замењене колосеци. Мање поправке на мосту су рађене 1995. и 1996. године.
Ни у једној од својих реконструкција, мост никада није био потпуно обојен. Постоји прича која каже да је то зато што су пројектанти заборавили да израчунају тежину боје потребне за цео мост. Такође, у различитим периодима мост је имао лучну конструкцију, мрежасту и комбиновану лучно-решеткасту конструкцију.
Средином седамдесетих година 20. века било је првих оквирних најава да би мост могао да буде срушен, пошто је планиран нови, као и изградња Београдског железничког чвора и Београдског метроа. Рушење је најављено 1981. године, али су архитекте биле против. Пројекат Предрага Ристића, Ивана Ратковића, Иване Голубовић и Миодрага Суријанца израдио је пројекат под називом „Улица преко Саве” који је подразумевао постављање ресторана и продавница на мосту, претварајући га у пешачку, „чаршију на Сави”. Пројекат је учествовао на Међународној архитектонској изложби у Вроцлаву и Салону архитектуре у Музеју савремене уметности у Београду. Планови изградње су направљени 1984. године, али је 1985. године све одложено због заостајања у изградњи градског железничког чвора.
Делимично је изгубио на значају када је 1979. године отворен Нови железнички мост, део пројектованог Београдског железничког чвора. Како је саобраћајни значај моста опадао, 1989. године архитекта Драгана Корица је поново предложила да се промени намена и да се на нижем спрату моста изграде продавнице, ресторани и кафићи. Како је пројекат подразумевао проширење Београдског сајма на леву обалу Саве, поврх изградње предвиђена је и веза за МАГЛЕВ воз. Мост је ниско постављен, а за време високог водостаја онемогућава пролаз високим бродовима, па је предложено и да се централни део моста по потреби подиже хидраулички. Дуж пилона предвиђени су везови за мања пловила, а степеништа до нивоа моста. Пројекат није реализован.

### 21. век
Мост дуго није одржаван како треба, а до 2010-их, брзина возова који су прелазили мост била је ограничена на 10 километара на сат. Готово је потпуно застарео гашењем Главне железничке станице Београд 30. јуна 2018. и обуставом железничког саобраћаја око Београдске тврђаве. Најављено је да ће се мост повремено користити наредних 7-8 месеци, али да ће у 2019. години саобраћај преко моста бити обустављен. Међутим, саобраћај је фактички обустављен већ у лето 2018. године.
У оквиру пројекта Београд на води планирано је да овај мост постане комбиновани пешачко-бициклистички мост, са кафићима и видиковцима, како је најављено у плановима града за 2015. годину. Градска управа града Београда је у децембру 2020. године најавила да би било боље да се адаптира у трамвајски мост и да ће бити обављена истраживања како би се утврдило да ли је то изводљиво. У лето 2021. године избио је пожар на мосту, због неодржаваних електричних каблова. Град Београд је најавио да ће обавестити јавност о будућности моста 2022. године. И поред тога што су стручњаци потврдили да се мост може трансформисати у трамвајски, председник Србије Александар Вучић је у августу 2023. истакао да ће мост до 2027. године постати пешачко-бициклистички, у оквиру пројекта Експо 2027. у Сурчину.
Архитекта Иван Ратковић, коаутор пројекта из 1981. године, наставио је да га надограђује. Његова верзија из 2022. укључивала је дрвене подове на нивоу тла и крајњег горњег дела моста, са укупно четири нивоа између, повезаних степеницама и лифтовима. Пројекат је сада укључивао кулу од 70 метара на новобеоградској страни моста, која подсећа на торањ Николе Тесле на Лонг Ајленду, са хотелом Ворденклиф. Хелидром је планиран на центру моста.

## Галерија
- Газела и Стари железнички мост
- Војници на мосту током Првог светског рата